# Behrn Arena (ishall)
Behrn Arena, tidigare kallad Ishallen och Toyothallen ,är en ishall och en del av arenakomplexet Behrn Arena i Örebro. Ishallen ligger längs Rudbecksgatan och har som grannar på sin östra sida bandyhallen och på västra sidan fotbollsarenan i staden.

## Historia
Ishallen invigdes den 1 januari 1965 och är hemmaplan för ishockeylaget Örebro HK (Örebro Hockeyklubb) och tidigare även för före detta Örebro IK (Örebro Ishockeyklubb). Flera svenska ishockeylandslag har också spelat landskamper här.
Ishallen har gått under flera olika namn. Fram till och med 1980-talet gick den under namnet Ishallen för att sedan gå under namnet Toyotahallen.I september 2008 köpte Behrn fastigheter namnrättigheterna till anläggningen och på 15 års tid kommer den gå under namnet Behrn Arena . Örebroporten Fastigheter AB är fastighetsägare.
Publikrekord för hallen ligger på 6.540 och noterades från en ishockeymatch 1966. Påsken 1967 gav Rolling Stones två konserter i ishallen, där den sista spelningen slutade i kaos och en totalt demolerad ishall. Arenan hade 2010 en publikkapacitet på ca 4.400 (cirka 1.700 sittande och ca 2.700 stående). Efter den ombyggnation som stod helt färdig hösten 2012, tog arenan in cirka 5.150 åskådare . Inför säsongen 2015/2016 utökades kapaciteten från 5200 till 5500.  Den ombyggda hallens publikrekord är 5 500 åskådare, satt den 17 september 2015 mot Modo Hockey i en match i SHL som slutade 4-1 till Örebro

### 2000-talet
2001 gjordes en större renovering av ishallen, då man bland annat monterade in 1 500 numrerade stolar. 2010 påbörjades en större ombyggnad av ishallen, där bland annat taket höjdes med cirka 8 meter, kapaciteten utökades till 5100 åskådare och arenan isolerades invändigt och försågs med värme samt att det tillkom loger, pub och restaurang. Örebro HK spelade seriehockey som vanligt under säsongen 2011/2012, även om arenans ombyggnation ännu inte var klar. Först hösten 2012 var alla läktare och övriga utrymmen färdigbyggda. Ombyggnaden av ishallen gjordes som många andra ombyggnationer av ishallar i Sverige gjorts, det vill säga att man byggde en ny runt om den befintliga.
I samband med Örebro HKs spel i Kvalserien till Elitserien i ishockey 2011 kom den gamla hallen att användas i stora sammanhang för sista gången. Det var här Växjö Lakers Hockey säkrade avancemanget till elitserien den 3 april 2011 genom sin vinst mot Örebro med 5-2. Den 6 april 2011 spelades den sista tävlingsmatchen i ishallens gamla skepnad, då Örebro förlorade mot Modo Hockey med 4-1. Onsdagen den 28 oktober 2011 var det premiär med den första seriematchen i den nästan helt klara ombyggda ishallen. Örebro HK mötte Almtuna IS i omgång 4 i Hockeyallsvenskan 2011/2012. Örebro vann med 4-2.